# Духовная дружба
Духовная дружба (буддизм) — взаимное обогащение и дополнение друг друга, посвящение себя общей цели, основанной не на удовлетворении личных потребностей или потребностей других людей, а на взаимопомощи. Иногда духовную дружбу определяют как практику отсутствия себялюбия. Субъекты духовной дружбы не похожи друг на друга, что провоцирует восхищение именно теми качествами, которых нет у них самих. В духовной дружбе нас заботят другие люди, так как мы хотим видеть как они духовно растут и развиваются в направлении все большей мудрости, добродетели, понимания. Понятие духовной дружбы выстроено вокруг Дхаммы.

## Происхождение
Согласно буддийским текстам, духовная дружба необходима для поддержки буддийского пути в течение всей продолжительности его практики. Однажды прислужник Будды — Достопочтенный Ананда — пришёл к Будде и сказал, что, с его точки зрения, половина святой жизни состоит в духовной дружбе. Будда тут же поправил его, сказав: «Не говори так, Ананда! Не говори так, Ананда! Духовная дружба — это не половина духовной жизни. Это вся духовная жизнь целиком!». И затем, имея в виду самого себя, Будда добавил: «В целом мире я являюсь высочайшим духовным другом живых существ, поскольку, опираясь на меня, полагаясь на меня, те, кто подвержены рождению, старости и смерти, освобождаются от рождения, старости и смерти».

## Отличие материальной дружбы от духовной
В духовной дружбе само отношение к человеку носит более возвышенный характер, чем в дружбе обычной. Здесь, кроме заботы о физическом и материальном благополучии, существует забота о благополучии духовном, которое называют «саманартхата» — отношение равного к равному. В том случае, если мы проводим время исключительно с людьми, для которых материальные ценности — это самое важное, что может быть в жизни и придерживаемся интересов, касающихся только материального мира, мы становимся слишком привязанными к материальному. Если же мы общаемся с людьми, которых интересует духовная жизнь и для которых она является основой бытия, мы начинаем терять понимание необходимости материального. Для достижения гармонии в духовных отношениях материальные и духовные ценности должны быть на одном и том же уровне. Понятие дружбы относится скорее к духовному, чем к материальному измерению. Человек, не практикующий духовную жизнь и не занимающийся самоосознанием, является эгоистом, живёт в материальном мире, но, в то же время, нельзя сразу погружаться в духовное осмысление, стоит делать это постепенно. Этот факт может быть подтвержден одним из направлений индуизма — вайшнавизмом.

## Виды духовной дружбы
- Вертикальная духовная дружба — связь учитель — ученик. Отношения между двумя людьми не равны, люди находятся на разных уровнях пути. Для того, чтобы вертикальная духовная дружба была взаимовыгодной, учитель должен обладать принципами Дхаммы и желанием обучать других, относиться доброжелательно к ученикам, быть снисходительным. Ученик, в свою очередь, должен соблюдать определённые правила, такие как дисциплина, стремление к духовному росту.
- Горизонтальная духовная дружба — дружба между людьми, которые находятся на одном уровне в следовании по буддийскому пути. Основной чертой такого вида дружбы является наличие острой заинтересованности в помощи своим друзьям, близким в познании практики Дхаммы.

Общей чертой горизонтальной и вертикальной духовной дружбы является посвящение себя общему учению — учению Будды. Вступление в духовную дружбу предполагает наличие общей цели, которая помогает преодолеть эгоизм и ненужные привязанности.

## Степени духовного развития в вайшнавизме
Человек, выявив свои плохие качества, по мнению вайшнавов, должен работать над их искоренением. Искоренение этих качеств — один из этапов духовного развития. Основные этапы духовного развития:
- Принять покровительство своего духовного учителя и служить ему как слуга своему господину
- Пройти посвящение от духовного учителя для восстановления утерянной связи с Богом
- Полностью подчиняться и доверять своему духовному учителю
- Следовать по стопам великих ачарьев
- Смотреть в лицо препятствиям на пути сознания Кришны
- Избавиться от материальных привязанностей
- Устремлять мысли в святые места
- Соблюдать баланс между духовным и материальным
- Соблюдать пост в день экадаши
- Поклоняться священным деревьям

## Важность сознания Кришны в духовной дружбе
Духовная дружба основана на дружбе в обществе преданных, что означает то, что мы пытаемся помогать людям на всех уровнях — и на духовном, и на материальном, мы связаны общими интересами с нашими друзьями. Дружба преданных строится вокруг Господа Кришны, который является высшей целью духовной дружбы. Духовная дружба подразумевает множество трудностей, которые нужно преодолеть для того, чтобы вырасти в сознании Кришны. В число таких трудностей входит ложное эго, гнев, обиды, предательство, вредные привычки, которые мешают человеку по-настоящему очистить свое сердце.